# Real Academia de la Historia

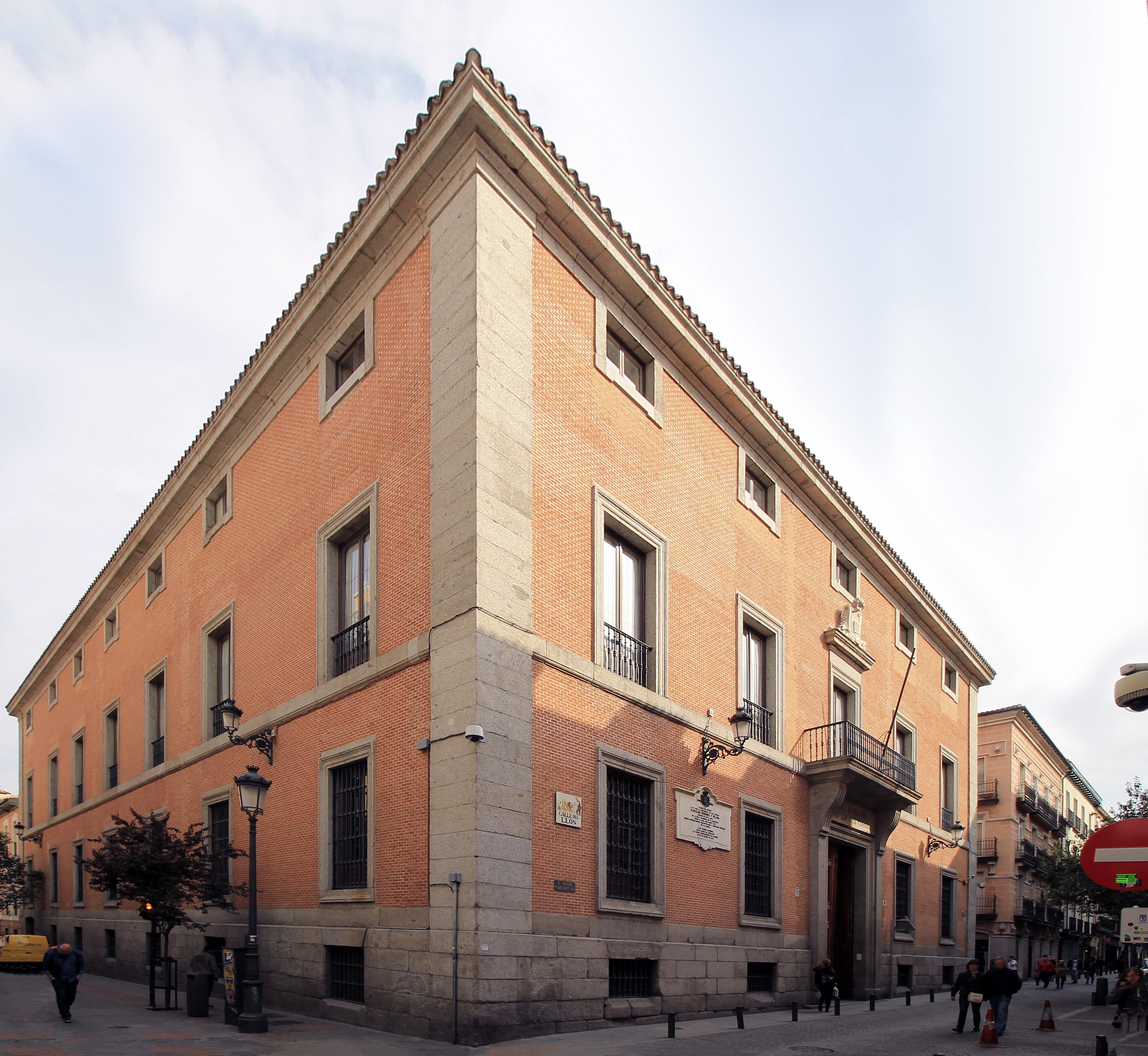
Sitz der Real Academia de la Historia an der Kreuzung der cal. León, Cal. de las Huertas, Amor de Dios & Santa María, Madrid.

Die Real Academia de la Historia de España (dt. Königliche Akademie der Geschichte) ist eine spanische Institution, die dem Studium der Geschichte Spaniens dient. Der Sitz der Organisation befindet sich in Madrid.

## Geschichte

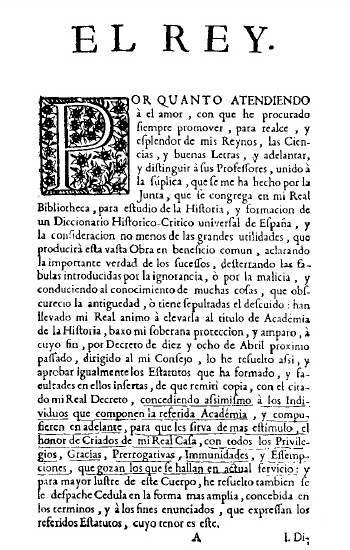
Real Cédula (Königlicher Erlass) vom 17. Juni 1738, mit der Approbation der Statuten der Akademie.

Die Ursprünge der Königlichen Akademie der Geschichte 1735 entstanden aus einem Gelehrten Salon, im Haus von Julián Hermosilla, einem Anwalt der Königlichen Räte (Reales Consejos), in dem vor allem historische Themen behandelt wurden.
Später zog der Gelehrtenzirkel um in die neu gegründete Real Biblioteca (Königliche Bibliothek) und man bemühte sich um die Protektion von Philipp V., der die offizielle Gründung der Real Academia de la Historia durch ein königliches Dekret vom 18. April 1738 veranlasste und die Statuten der Akademie am 17. Juni desselben Jahres bestätigte. In dem Dekret heißt es: „Die Akademie habe die wichtige Aufgabe, die Wahrheit der Ereignisse zu erforschen, die Legenden zu verbannen, die durch Unwissenheit oder Bosheit eingeführt worden sind, einzuführen in die Kenntnis vieler Dinge, die durch das Alter verdunkelt oder aus Vernachlässigung vergraben worden sind.“
1785 ordnete Karl III. den Umzug in die Casa de la Panadería, an der Plaza Mayor de Madrid, an, wo sich seit 1775 bereits die Bibliothek der Akademie befand.
1836, unter der Regierung von Juan Álvarez Mendizábal, wurde der Akademie eine große Zahl von Codices, Dokumenten und Büchern übergeben, die in dem Palast (caséron) Nuevo Rezado in der Calle del León Nr. 21 untergebracht wurden. Sie stammten von den Hieronymiten des El Escorial und gingen im Zuge der Desamortización (Enteignung der Orden) an den Staat über. Die Königliche Ordre erging am 23. Juli 1837. Die tatsächliche Überführung dauerte bis 1874.
Am 1. Januar 1938 wurde die Akademie bei der Gründung in das Instituto de España aufgenommen.

## Errungenschaften
Am 21. Juli 1999 schloss die Real Academia einen Vertrag mit dem Ministerio de Educación, Cultura y Deporte über die Erstellung eines Diccionario Biográfico Español innerhalb von 8 Jahren, das 40.000 Biographien von historischen Persönlichkeiten Spaniens enthalten sollte.
Im Dezember 2008 veröffentlichte das Centro de Estudios Biográficos im Internet eine Datenbank mit den biographischen Daten der 40.000 Persönlichkeiten im Diccionario Biográfico Español.
Im Februar 2009 übernahm Königin Sophia in Madrid den Vorsitz bei der feierlichen Präsentation des Atlas Cronológico de la Historia de España (ACHE), dem ersten Referenziellen Werk mit normativem Charakter, der von der Real Academia herausgegeben und von der Grupo SM gedruckt wurde. Das Werk ist über einen Internetzugang für registrierte Nutzer zugänglich.
Im Mai 2011 konnte das Diccionario Biográfico Español der Öffentlichkeit übergeben werden. Juan Carlos I. und Sophia erhielten persönlich die ersten 25 Bände des Werkes, die Anfang 2012 ergänzt wurden zur Vollzahl von 50 Bänden.

## Sitz
Der Sitz der Real Academia de la Historia wurde vom Architekten Juan de Villanueva entworfen. Das Gebäude ist Aufbewahrungsort der Gebetbücher (libros de rezos – daher auch der Gebäudename „Nuevo Rezado“) der Hieronymiten. Daher findet man an der Fassade auch eine Parrilla (ein Rost), das Symbol des Märtyrers San Lorenzo. Der Bau begann 1788. Die Architektur zeigt nur sparsam Ornamente, benutzt aber großartige Proportionen und kostbare Materialien. Die zeitgenössischen Chroniken berichten von der Bewunderung der Menschen, als die Türpfosten und Türsturze auf 28 Ochsengespannen in Madrid eintrafen.
1836 wurde das Gebäude desamortiziert (Regierung von Juan Álvarez Mendizábal) und der Real Academia de la Historia zugesprochen.
Zwischen 1871 und 1874 wurden unter Architekt Eduardo Saavedra Renovierungsarbeiten durchgeführt. 1945 wurde das Gebäude zum Monumento Nacional erklärt.
Dem Nuevo Rezado wurde 1974 der Palacio del Marqués de Molins und ein kleines Haus in der Calle de las Huertas angegliedert, wodurch der gesamte Häuserblock zwischen den Calles León, Huertas, Amor de Dios und Santa María Eigentum der Akademie wurde.

## Organisation
Die Leitung obliegt der Junta de Gobierno (Regierungsrat), die sich jeden Freitag (außer in den Ferien) um sieben Uhr abends trifft. Der Rat besteht aus:
- Director (alle drei Jahre gewählt).
- Secretario (auf Lebenszeit gewählt, der Leiter der Verwaltung).
- Censor (alle drei Jahre gewählt, überwacht die Einhaltung der Vereinbarungen).
- Tesorero (jährlich gewählt, Schatzmeister).
- Bibliotecario (auf Lebenszeit gewählt, verwaltet die Bibliothek).
- Anticuario (auf Lebenszeit gewählt, verwaltet die archäologischen Objekte).
- Académico adjunto a la Comisión de Gobierno y Hacienda (Stellvertreter für die Verwaltungskommission).

Die Arbeit der Akademie wird durch verschiedene Arbeitskommissionen geleistet. 2006 hatte die Akademie die folgenden Kommissionen:
- Dauerhafte Comisiones:
  - Comisión de Indias (Indien-Kommission)
  - Comisión de Historia Eclesiástica (Kirchengeschichts-Kommission)
  - Comisión de Antigüedades y Estudios Clásicos (Kommission der Altertümer und Klassischen Studien)
  - Comisión de Cortes y Fueros (Kommission Für Gerichte)
  - Comisión de Estudios Orientales y Medievales (Kommission für Orientalische und Mittelalterliche Studien)
  - Comisión de Gobierno y Hacienda (Verwaltungskommission)
  - Comisión Dictaminadora de las Propuestas de Correspondientes (Kommission für Vorschläge der Korrespondierenden Mitglieder)
  - Comisión de Actividades y Publicaciones (Kommission für Veranstaltungen und Veröffentlichungen)
  - Comisión de Heráldica (Heraldik-Kommission)
  - Comisión de Legislación histórica de España (Kommission für Rechtsgeschichte)
  - Comisión Mixta de las Reales Academias de la Historia y de Bellas Artes de San Fernando (Gemischte Kommission der Historischen Akademie und der Akademie der Schönen Künste San Fernando)

- Spezial-Kommissionen für das Biographische Wörterbuch (Comisiones especiales para el Diccionario Biográfico Español):
  - Comisión de Ciencias Económicas, Sociales y Políticas (Kommission für Wirtschaft, Soziales und Politik)
  - Comisión de Letras y Humanidades (Kommission für Geisteswissenschaften)
  - Comisión de Arte y Música (Kommission für Kunst und Musik)
  - Comisión de Historia Política y Administración (Kommission für politische Geschichte und Verwaltung)
  - Comisión de Historia (varios) y Espectáculos (Kommission für Geschichte und Ereignisse)

- Externe Kommissionen (Comisiones externas para el Diccionario Biográfico Español):
  - Comisión Española de Historia Militar (Kommission für Militärgeschichte)
  - Comisión de Ciencias y Aplicaciones (Kommission für Wissenschaft und Technik)

## Corporaciones Iberoamericanas
Die Akademie steht in ständigem Austausch mit vergleichbaren Korporationen in der neuen Welt (corporaciones de Iberoamérica):
| - Academia Nacional de la Historia de Venezuela (1888) - Academia Colombiana de Historia (1902) - Academia Mexicana de la Historia (1919) - Academia Nacional de la Historia de Perú (1920) - Academia Salvadoreña de la Historia (1922) - Academia de Geografía e Historia de Guatemala (1923) - Academia Nacional de la Historia de Ecuador (1928) - Academia Nacional de la Historia de la República Argentina (1929) - Academia Panameña de la Historia (1931) | - Academia Chilena de la Historia (1933) - Academia Paraguaya de la Historia (1937) - Instituto Histórico y Geográfico de Uruguay (1949) - Academia Boliviana de la Historia (1959) - Academia Puertorriqueña de la Historia (1960) - Academia Dominicana de la Historia (1984) - Instituto Histórico e Geográfico Brasileiro (1996) - Academia de Geografía e Historia de Costa Rica (2006) |

## Kritik

### Kritik amDiccionario Biográfico Español
2011 rief die Veröffentlichung des Diccionario Biográfico Español Kritik und Anschuldigungen hervor. Einige der Biographien hatten inhaltliche Mängel, wie zum Beispiel diejenige von Francisco Franco – verfasst von dem Historiker Luis Suárez Fernández, der gleichzeitig Präsident der Bruderschaft vom Valle de los Caídos ist. In der Biographie wurde Francos Regierung nicht als Diktatur charakterisiert, während dieses Adjektiv in der Biographie von Juan Negrín auftauchte, oder in der Biographie von Felipe González, die von Juan Luis Cebrián verfasst worden war, dem Präsidenten der grupo PRISA. Offensichtlich waren die Biographien nicht neutral verfasst worden. Die Akademie veröffentlichte daraufhin ein Kommuniqué, in dem sie auf die ideologische Unabhängigkeit der Akademie, die akademische Freiheit ihrer Mitglieder, und die ausgesprochene Pluralität der Autoren verwies. Auch einige der Autoren verteidigten das Gesamtwerk.
Bereits im Juni 2011 wurde eine Kommission zur Revision des Diccionario eingesetzt, nach dem der Erziehungsminister Ángel Gabilondo Druck ausgeübt hatte und es zu befürchten war, dass eine Bewegung im Congreso de los Diputados die bewilligten Mittel wieder entziehen würde. Die Kommission nahm im folgenden Jahr, im April ihre Arbeit auf, aber bereits im Mai 2012 (laut einem Bericht in El País) verlautbarte sie, dass keine Biographie abgeändert werden solle, noch „alternative Biographien veröffentlicht“ werden sollten. Nur kleine Änderungen sollten erfolgen. Trotzdem bewilligte der neue Erziehungsminister José Ignacio Wert die Subventionen und zahlte 193.000 EURO für das „Diccionario“ aus. Die Entscheidung wurde von vielen Historikern und vor allem von der Asociación de Historia Contemporánea (unter Carlos Forcadell) kritisiert und für mangelnde Professionalität gerügt. Drei Tage nach dem Zeitungsbericht verkündete Wert jedoch vor dem Unterhaus, dass 14  Einträge grundlegend (en profundidad), einer gelöscht und 16 leicht (ligeramente) verändert worden seien.

### Grundsätzliche Kritik
Die Kritik am Diccionario Biográfico Español weiteten sich auf eine Kritik der gesamten Akademie aus. Kritisiert wurden ihre beschränkte Aufnahme, der geringe Anteil von Frauen an den Mitgliedern, die zentralistische Ausrichtung und das Übergewicht von Historikern der glorreichen Könige und Konquistadoren, sowie anachronistische Institutionen wie der „Censor“.

## Persönlichkeiten

### Derzeitige Mitglieder
Die Akademie beschränkt sich auf 36 Mitglieder, nimmt aber „Korrespondierende Mitglieder“ (Académicos Correspondientes) aus allen spanischen Provinzen und der ganzen Welt auf, so dass sie 2006 insgesamt 370 Mitarbeiter hatte. Vollmitglieder sind (Stand 2019):
1. Miguel Artola Gallego (seit 1981)
2. María del Carmen Iglesias Cano (seit 1989)
3. Miguel Ángel Ladero Quesada (seit 1990)
4. Luis Suárez Fernández (seit 1993)
5. Martín Almagro Gorbea (seit 1995)
6. José Antonio Escudero López (seit 2000)
7. Miguel Ángel Ochoa Brun (seit 2001)
8. Hugo O’Donnell y Duque de Estrada (seit 2001)
9. Josefina Gómez Mendoza (seit 2002)
10. Francisco Rodríguez Adrados (seit 2003)
11. Fernando Díaz Esteban (seit 2003)
12. Vicente Pérez Moreda (seit 2004)
13. Carmen Sanz Ayán (seit 2005)
14. Antonio Cañizares Llovera (seit 2006)
15. Carlos Martínez Shaw (seit 2007)
16. Luis Agustín García Moreno (seit 2007)
17. Feliciano Barrios Pintado (seit 2007)
18. Luis Antonio Ribot García (seit 2009)
19. José Luis Díez García (seit 2010)
20. Luís Alberto de Cuenca y Prado (seit 2010)
21. José Remesal Rodríguez (seit 2009)
22. Serafín Fanjul García (seit 2011)
23. Fernando Marías Franco (seit 2011)
24. Francisco Javier Puerto Sarmiento (seit 2012)
25. Enriqueta Vila Vilar (seit 2012)
26. María del Pilar León-Castro Alonso (seit 2012)
27. José Ángel Sesma Muñoz (seit 2012)
28. Juan Pablo Fusi Aizpúrua (seit 2014)
29. Xavier Gil Pujol (seit 2014)
30. María Jesús Viguera Molins (seit 2015)
31. Jaime Salazar y Acha (seit 2016)

Drei Sitze waren 2019 nicht besetzt.

### Verstorbene Mitglieder (Auswahl)
- Antonio Alcalá Galiano
- Dámaso Alonso
- Miquel Batllori
- Manuel de Bofarull y de Sartorio
- Manuel Cañete
- Antonio de Capmany
- Miguel Casiri
- Manuel Fernández Álvarez
- Antonio García y Bellido
- Zeferino González y Díaz Tuñón
- Julián Juderías
- Eugenio de Ochoa y Montel
- Luis José Velázquez de Velasco
- Carlos Seco Serrano